# Dexter: Original Sin
Dexter: Original Sin is een Amerikaanse dramaserie op televisie ontwikkeld voor Paramount+ als prequel voor de serie Dexter. De serie werd bedacht door Clyde Philips. De serie gaat over de jeugd van Dexter en speelt zich af in 1991. Dit is 15 jaar voor het eerste seizoen van Dexter. De serie werd vanaf december 2024 uitgezonden.

## Hoofdrollen
- Patrick Gibson als de jonge Dexter Morgan. Hij is net begonnen als stagiair bij de forensische afdeling van Miami Metro.
- Christian Slater als Harry Morgan, Dexters adoptievader en rechercheur bij de politie.
- Molly Brown als de jonge Debra Morgan, de adoptie zus van Dexter en Harry's dochter.
- Christiana Milian als de jonge Maria LaGuerta. De eerste vrouwelijk rechercheur bij de politie van Miami.
- James Martinez als de jonge Angel Batista. Collega van Harry.
- Alex Shimizu als de jonge Vince Masuka. Forensisch analist bij Miami Metro
- Patrick Dempsey als Aaron Spencer, hoofd van de afdeling moordzaken bij Miami Metro.
- Michael C. Hall als verteller/innerlijke stem van Dexter

## Afleveringen

### Seizoen 1
1. And in the Beginning. Miami, 1991. Dexter heeft erg veel bloeddorstige verlangens, hij moet leren om zijn innerlijke duisternis te beteugelen. Zijn vader Harry helpt hem hier mee.
2. Kid in a candystore. Dexter heeft een nieuwe baan bij de forensische dienst van Miami Metro. Deb reageert zich af op haar vader.
3. Miami Vice. Dexter zit achter een woekeraar aan die connecties heeft met Batista. Deb geeft een feest om populair te worden bij haar volleybalteam.
4. Fender Bender. Dexter richt zich op een gepensioneerde huurmoordenaar van de maffia (die misschien nog steeds moordt), terwijl Harry werkt aan de gruwelijke moordzaak van een tienjarige jongen. Deb sluipt met Sofia een nachtclub binnen en ontmoet een spannende nieuwe vriend.
5. F is for Fuck Up. Nadat een moord verkeerd is gegaan, krijgt Dexter huisarrest van Harry. Deb krijgt een relatie met Gio en krijgt een band met Dexter op de jaardag van haar moeders overlijden.
6. The Joy of Killing. De metro van Miami is in de ban van een ontvoering die heel dichtbij komt. Dexter richt zich over een moordenaar die tussen de mazen van de wet glipt. Maar eerst moet Dexter op een double-date met Deb en haar vriend.
7. The Big Bad Body Problem. Dexters schuilplaats voor lichamen wordt gevonden, hij moet dus een nieuwe plaats vinden. Harry en LaGuerta hebben een controversiële theorie, terwijl de zoektocht naar de vermiste kinderen doorgaat.
8. Business and Pleasure. Deb sluipt weg voor een reisje met haar mysterieuze vriend. Dexter krijgt de opdracht om haar te vinden. Harry en LaGuerta reizen naar Tampa om een potentiële seriemoordenaar te onderzoeken; Miami Metro komt dichterbij de verdachten in de ontvoering van een kind.
9. Blood Drive. Na een mislukte SWAT-operatie achtervolgt Dexter een kinderontvoerder. Deb volgt haar vader op zijn werk en krijgt een nieuwe kijk op Miami Metro. Harry onderzoekt een seriemoordenaar, maar verzwijgt zijn vermoedens voor LaGuerta.
10. Code Blues. Dexter probeert het ontvoerde kind te vinden voordat het te laat is. Deb bezoekt haar peetvader in het ziekenhuis en heroverweegt haar toekomst. Harry komt oog in oog te staan met een seriemoordenaar met een schokkend resultaat.